# Obietnica wyborcza

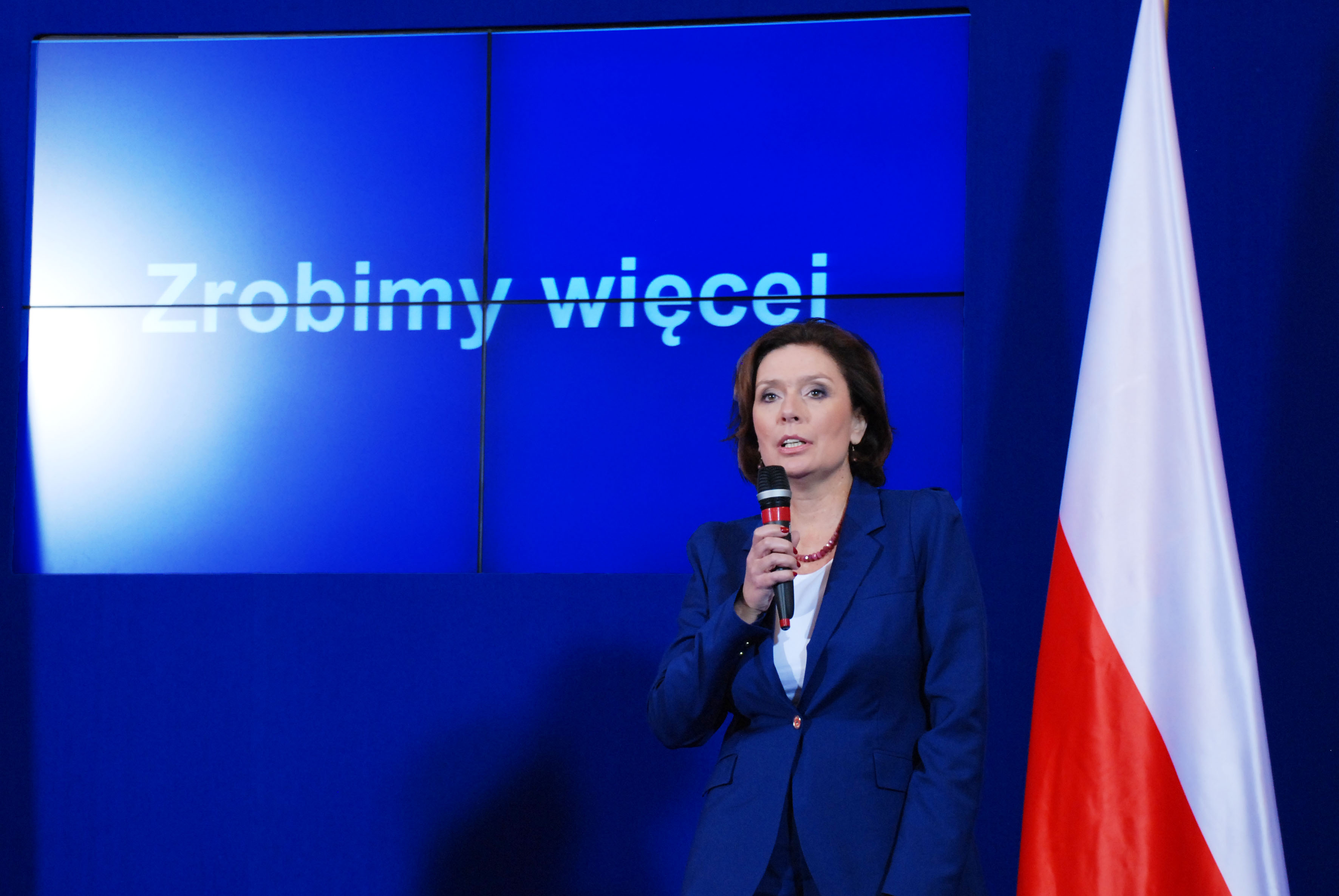
Hasło wyborcze w kampanii wyborczej w 2011 roku.

Obietnica wyborcza — element reklamowo-agitacyjnej retoryki wyborczej: deklaracje złożone przez kandydatów lub partie polityczne w ramach kampanii wyborczej, który ma na celu przekonanie wyborców do oddania na nich swojego głosu; są jednym z narzędzi propagandy politycznej partii politycznych poprzez ich przedstawicieli i kandydatów wyborczych, opierających się na formach demagogii i populizmu. Obietnica taka zazwyczaj dotyczą działań, które kandydaci lub partie deklarują , jeśli zostaną wybrani do pełnienia określonych funkcji publicznych.
Obietnice mogą być też elementem manipulacji —  składane są nie dlatego, że taki jest program danej partii, lecz tylko z powodów czysto pragmatycznych – dla zdobycia poparcia wyborców, bez intencji realizacji w razie zwycięstwa wyborczego. Komunikaty przekazywane obywatelom przez polityków i urzędników obliczone są na krótkie trwanie w przestrzeni medialnej newsów i zawodność pamięci odbiorców. 
Według Anthony’ego Downsa, w jego opracowaniu Ekonomiczna teoria demokracji, głównym motywem działania polityków jest dążenie do czerpania korzyści z władzy — politycy sporządzają programy polityczne w celu zdobycia władzy, a nie dążą do zdobycia władzy w celu realizacji programów.

## Skutki prawne
Obietnice wyborcze nie powodują skutków cywilnoprawnych; nie są umowami cywilnymi i nie rodzą określonych zobowiązań prawnych przy braku ich realizacji, co oznacza, że wyborcy nie mają narzędzi prawnych do egzekwowania ich realizacji. W praktyce, obietnice wyborcze są często postrzegane jako deklaracje intencji, które kandydaci lub partie polityczne zamierzają zrealizować, jeśli zostaną wybrani. 14 maja 1996 Sąd Wojewódzki w Gdańsku w ramach jednej z toczących się rozpraw postanowił przedstawić zagadnienie prawne do rozpatrzenia Sądowi Najwyższemu, kierując do niego pytanie: Czy hasła wyborcze, będące częścią składową kampanii wyborczej, mogą być źródłem zobowiązań cywilnoprawnych, a w związku z tym, czy dopuszczalne jest dochodzenie na drodze sądowej roszczeń, których źródło tkwi w hasłach wyborczych? W odpowiedzi na pytanie sądu wojewódzkiego, Sąd Najwyższy podjął uchwałę SN III CZP 72/96, iż 
nie jest dopuszczalne dochodzenie na drodze sądowej spełnienia obietnic wyborczych. 
Sąd Najwyższy podkreślił również, że w przypadku obietnic wyborczych nie mogą mieć zastosowania przepisy kodeksu cywilnego odnoszące się do instytucji przyrzeczenia publicznego (art. 919 i nast. k.c.).

## Wypełnianie obietnic wyborczych
Zgodnie z wynikami badania opublikowanego w 2017 r. w American Journal of Political Science, najwyższy odsetek realizacji punktów programu wyborczego odnotowano w 12 krajach: Austrii, Bułgarii, Niemczech, Wielkiej Brytanii, Irlandii, Hiszpanii, Włoszech, Kanadzie, Holandii, Portugalii, Stanach Zjednoczonych i Szwecji. W dużej mierze na realizację punktów programu wyborczego wpływa również system polityczny kraju: np. w krajach, w których rządzi jedna partia (Wielka Brytania, Hiszpania, Kanada, Portugalia, Szwecja), procent realizacji punktów programu wyborczego jest znacznie wyższy niż w krajach, w których rządzi rząd koalicyjny (Austria, Bułgaria, Niemcy, Irlandia, Włochy i Holandia). Stany Zjednoczone, w zakresie realizacji obietnic, zdaniem autorów badania, znajdują się pomiędzy powyższymi opcjami.

## W kulturze
Do jednej z najbardziej rozpoznawalnych obietnic należy slogan “100 milionów”, który odnosi się do obietnicy wyborczej złożonej przez Lecha Wałęsę w 1990 roku, w której obiecał każdemu Polakowi czek na 100 milionów złotych, które mogą być wykorzystane do zakupu przedsiębiorstw lub domów. Ta obietnica stała się kontrowersyjna, ponieważ Wałęsa, mimo że został wybrany na prezydenta, to jej nie spełnił. Weszła na stałe do kanonu kulturowego między innymi za sprawą utworu 100 000 000. Brak spełnienia obietnic wyborczych przez Donalda Tuska spowodował, że stał się on kilkakrotnie ofiarą ataku google bomb, gdzie jego profil w Wikipedii zajmował pierwszą pozycję w wyszukiwarce Google na słowo „kłamca”.